# صابر آتشین
صابر آتشین (۱۳۰۵ – ۴ بهمن ۱۳۶۶) بازیگر ایرانی بود. او پدر گوگوش است.

## زندگی

گوگوش و پدرش صابر آتشین

والدین وی از مهاجران باکو بودند. صابر آتشین تحصیلات ابتدایی خود را در آذربایجان به اتمام رسانید و فعالیت‌هایی هنری را در سال ۱۳۲۶ با عملیات آکروباسی در پیش پرده‌های تئاتر تهران آغاز نمود. فعالیت وی مدتی بعد در سینما از سال ۱۳۳۸ با فیلم «افسانه شمال» آغاز شد.
صابر آتشین بعد از انقلاب ۱۳۵۷ ایران، به ترکیه مهاجرت نمود و در سال ۱۳۶۶ در شهر استانبول فوت نمود و در بهشت زهرای تهران قطعه ۹۶، ردیف ۳۴۹، شماره ۲۲ به خاک سپرده شد.

## فیلم‌شناسی
- حرفه‌ای (۱۳۵۵)
- ملکوت (۱۳۵۵)
- آسمون بی ستاره (۱۳۵۰)
- بده در راه خدا (۱۳۵۰)
- خشم عقاب‌ها (۱۳۴۹)
- کمربند زرین (۱۳۴۹)
- ضرب شست (۱۳۴۸)
- کاسب‌های محل (۱۳۴۸)
- شب فرشتگان (۱۳۴۷)
- سرنوشت (۱۳۴۶)
- عمو سبزی فروش (۱۳۴۶)
- گنج و رنج (۱۳۴۶)
- امیرارسلان نامدار (۱۳۴۵)
- حسین کرد (۱۳۴۵)
- مرد نامرئی (۱۳۴۵)
- شیطون بلا (۱۳۴۴)
- آلیش دختر کولی (۱۳۴۳)
- نیرنگ دختران (۱۳۴۳)
- فرشته فراری (۱۳۳۹)
- بازی عشق (۱۳۳۸)
- افسانه شمال (۱۳۳۸)